# 122 mm M1938
L'obice da 122 mm Modello 1938, o M-30, era un obice utilizzato dall'Armata Rossa durante la seconda guerra mondiale.
L'arma rimase in servizio anche dopo la fine del conflitto e venne esportata in diverse nazioni. In alcuni paesi dell'Africa e dell'Asia è tuttora operativo, ed è ancora in riserva con 4.000 pezzi nella Federazione Russa.
Lo sviluppo di questo obice si deve a F.F. Petrov che diresse il gruppo di ingegneri della fabbrica Motovilicha di Perm'. La produzione venne effettuata a Gork'ij, nello stabilimento N. 92 e a Sverdlovsk nello stabilimento N. 9 della Uralmaš.
L'M-30 venne utilizzato come artiglieria divisionale e dalle unità della riserva. Una versione accorciata, M-30S, venne utilizzata per armare il semovente SU-122.
La gittata era di circa 11,8 km e disponeva di granate a frammentazione, alto esplosivo e fumogene.